# Ash' leeuwerik
Ash' leeuwerik (Corypha somalica ashi, synoniem Mirafra ashi) is een zangvogel uit de familie Alaudidae (leeuweriken). Eerder werd deze vogel beschouwd als een aparte soort (Mirafra ashi) maar bij een taxonomische herziening in 2024 is deze vogel een ondersoort geworden van de Somalische struikleeuwerik.
Deze vogel werd in 1982 door de Britse ornitholoog Peter Colston geldig beschreven en als eerbetoon vernoemd naar zijn collega John Sidney Ash.

## Kenmerken
De vogel is 14 cm lang. Deze leeuwerik is grijsbruin van boven en licht roodbruin van onder met bruine streepjes, maar verder op de buik bleker. Verder een klein kuifje en een smalle, niet zo duidelijke, cremekleurige wenkbrauwstreep.

## Verspreiding en leefgebied
Deze vogel is endemisch in zuidoostelijk Somalië in een smalle strook langs de kust, 80 km ten noorden van Mogadishu. Het leefgebied bestaat uit  halfwoestijn, open droge grasvlakten met afwisselend kale bodems en weinig struikgewas.